# Seznam měst na Manu
Toto je seznam měst na Manu podle abecedy.

## Abecední seznam měst

### C
- Castletown

### D
- Douglas

### P
- Peel

### R
- Ramsey